# Dipartimento di Djékanou
Il dipartimento di Djékanou è un dipartimento della Costa d'Avorio. È situato nella regione di Bélier, distretto di Lacs.
Nel censimento del 2014 è stata rilevata una popolazione di 26.510 abitanti. 
Il dipartimento è suddiviso nelle sottoprefetture di Bonikro e Djékanou.